# Bruno Fagnoul
Bruno Fagnoul (Raeren, 11 juni 1936 – 24 november 2023) was een Belgische politicus van de liberale Partei für Freiheit und Fortschritt (PFF).

## Levensloop
Fagnoul werd beroepshalve onderwijzer en was van 1974 tot 1981 de directeur van de lagere school van Raeren. Van 1981 tot 1983 werkte hij vervolgens als attaché op het kabinet van vicepremier Jean Gol.
In oktober 1976 werd hij voor de PFF verkozen tot gemeenteraadslid van Raeren, wat hij bleef tot in 2000. Van 1989 tot 2000 was hij burgemeester van de gemeente.
Van 1977 tot 1995 zetelde Fagnoul in het Parlement van de Duitstalige Gemeenschap. Bovendien was hij van 1984 tot 1986 minister-president in de Duitstalige Gemeenschapsregering, waarna hij van 1986 tot 1990 in deze regering minister van Vorming, Cultuur en Media, vanaf 1989 ook bevoegd voor Onderwijs.
Fagnoul overleed op 87-jarige leeftijd.